# Sena (Hiszpania)
Sena – gmina w Hiszpanii, w prowincji Huesca, w Aragonii, o powierzchni 104,69 km². W 2011 roku gmina liczyła 542 mieszkańców.